# 選好
選好（せんこう、英: preference）とは、選択肢の集合上に定義される二項関係である。選好関係（英: preference relation）とも呼ばれ、{\displaystyle \succsim ,R}などの記号で表される。経済主体の嗜好を表現する最も基本的な概念である。

## 概要
ミクロ経済学では経済・社会の現象を経済主体の行動に還元するアプローチ（方法論的個人主義）が取られる。経済主体を規定する根源的なものとして、選択肢間の好みの順番の概念である選好関係がある。
経済主体は直面した多数の選択肢の中から一つを選んで行動する。あらゆる選択肢の集合を{\displaystyle S}とすると、選好関係は{\displaystyle S}上の二項関係と定義される。すなわち、選好関係{\displaystyle \succsim }は{\displaystyle \succsim \subset S^{2}}を満たす。ある経済主体の選好関係を{\displaystyle \succsim }とすると、「この経済主体にとって{\displaystyle a}は{\displaystyle b}と同等以上に好ましい」ことを{\displaystyle a\succsim b}と表す。
任意の{\displaystyle a,b\in S}について{\displaystyle a\succsim b\iff u(a)\geq u(b)}を満たす関数{\displaystyle u:S\to \mathbb {R} }を「選好関係{\displaystyle \succsim }を表現する効用関数」と言う。効用関数の値{\displaystyle u(x)}は経済主体にとっての選択{\displaystyle x}の主観的な好ましさを表していると解釈できる。
選択肢の集合{\displaystyle S}が有限の場合、選好関係{\displaystyle \succsim }が完備性と推移性を満たすならば、{\displaystyle \succsim }を表現する効用関数が存在する。
選択肢の集合が無限の場合、選好関係{\displaystyle \succsim }を表現する効用関数の存在には、{\displaystyle \succsim }が完備性と推移性に加えて連続性を満たしていれば十分である。ただし、選好関係が連続性を満たさなくても選好関係を表現する効用関数が存在する場合があるので、これは十分条件ではあっても必要条件ではない。
選好関係はミクロ経済学やゲーム理論の中心的な枠組みである。また、マクロ経済学、公共経済学、金融経済学などの主流派経済学のあらゆる分野やマルクス経済学の一部でも用いられている。さらに、経営学、会計学、政治学、社会学、進化生物学など経済学以外の社会科学でも選好関係を用いた分析が行われている。

## 定義
経済主体の選択肢の集合を{\displaystyle S}とする。{\displaystyle S}の元は必ずしも選択可能である必要はない。選好関係は{\displaystyle S}上の二項関係と定義される。すなわち、{\displaystyle S^{2}}の部分集合を選好関係と言う。ある経済主体の選好関係を{\displaystyle \succsim }とすると、「この経済主体にとって{\displaystyle a}は{\displaystyle b}と同等以上に好ましい」ことを{\displaystyle a\succsim b}と表す。

## 顕示選好
ある経済主体の選好関係{\displaystyle \succsim }についての{\displaystyle a\succsim b}は「この経済主体にとって{\displaystyle a}は{\displaystyle b}と同等以上に好ましい」ことを意味する。しかし、この経済主体が2つの選択肢{\displaystyle a,\ b}についてどのような主観的な評価をしているのかは直接観察することが出来ない。そこで、経済学では直接観察することが可能な実際の行動を通じて経済主体の選好を推定する。例えば、ある学生が口では「漫画よりも文学書が好きだ」と言う一方で文学書を読まずに漫画ばかり読んでいたとしたら、彼の選好{\displaystyle \succsim }について「漫画{\displaystyle \succsim }文学書」が成り立つと考えるのである。このような考え方は顕示選好理論（英: revealed preference theory）と呼ばれる。

## 無差別関係と強い意味での選好関係
選好関係{\displaystyle \succsim \subset S^{2}}によって、経済主体の意思決定に関する次の2つの基本的な二項関係が導かれる。
- {\displaystyle a\succsim b}と{\displaystyle b\succsim a}が同時に成り立つとき、「選択肢{\displaystyle a}と選択肢{\displaystyle b}は無差別である（英: indifferent）」といい、{\displaystyle a\sim b}、{\displaystyle aIb}などで表される。この二項関係は「無差別関係（英: indifferent relation）と呼ばれる[11]。
- {\displaystyle a\succsim b}が成り立つが{\displaystyle b\succsim a}は成り立たないとき、「選択肢{\displaystyle a}は選択肢{\displaystyle b}よりも強く選好される（英: strictly preferred）」といい、{\displaystyle a\succ b}、{\displaystyle aPb}などで表される。この二項関係は「強い意味での選好関係（英: strict preference relation）と呼ばれる[11][† 8]。

選好関係{\displaystyle \succsim }を用いて無差別関係{\displaystyle \sim }や強い意味での選好関係{\displaystyle \succ }を定義することは可能であるが、逆に{\displaystyle \sim }や{\displaystyle \succ }が単独で{\displaystyle \succsim }を定義することは不可能である。この意味において、選好関係は経済主体の嗜好を表現する最も基本的な概念である。

## 選好関係の公理
理論経済学において公理として仮定されることのある選好関係の性質を以下に挙げる。なお、{\displaystyle S}は選択肢全体の集合を表すものとする。
反射性（英: reflexivity）
すべての{\displaystyle a\in S}について、{\displaystyle a\succsim a}が成り立つ。
完備性（英: completeness）
すべての{\displaystyle a,b\in S}について、{\displaystyle a\succsim b}または{\displaystyle b\succsim a}が成り立つ。
これは経済主体がすべての選択肢{\displaystyle a,b}について嗜好が{\displaystyle a\succ b,\ b\succ a,\ a\sim b}のいずれであるか判断できることを意味する。
推移性（英: transitivity）
すべての選択肢{\displaystyle a,b,c\in S}について、{\displaystyle a\succsim b}かつ{\displaystyle b\succsim c}ならば、{\displaystyle a\succsim c}が成り立つ。
これは経済主体の選択が首尾一貫していることを意味する。
連続性（英: continuity）
局所非飽和性（英: local nonsatiation）
弱い意味での単調性（英: weak monotonicity）
強い意味での単調性（英: strong monotonicity）
凸性（英: convexity）

### 合理性
合理性（英: rationality）はミクロ経済学において最も重要視される選好関係の性質である。選好関係{\displaystyle \succsim }が合理性（英: rationality）を満たすとは、{\displaystyle \succsim }が完備性と推移性を満たすことをいう。また、合理性を満たす選好関係{\displaystyle \succsim }を持つ経済主体は合理的な経済主体であると定義される。合理性を満たす選好関係は完備な前順序 (英: preorder）として数学的に表現されるため、合理的な選好関係は選好順序（英: preference order）とも呼ばれる。
現実には人間は論理的整合性を欠いた行動をとるが、合理的な個人を前提とした理論モデルは非合理な個人の行動モデルを構築する上でも有効である。このように合理性モデルをベンチマークとして構築・活用するアプローチは一般に方法論的合理主義と呼ばれる。

## 効用関数（選好関係の効用表現）
任意の{\displaystyle a,b\in S}について{\displaystyle a\succsim b\iff u(a)\geq u(b)}を満たす関数{\displaystyle u:S\to \mathbb {R} }を「選好関係{\displaystyle \succsim }を表現する効用関数」と言う。効用関数の値{\displaystyle u(x)}は経済主体にとっての選択{\displaystyle x}の主観的な好ましさを表していると解釈できる。

### 効用関数の存在
選好関係{\displaystyle \succsim }が合理性を満たす（すなわち、完備性と推移性を満たす）ことは、{\displaystyle \succsim }を表現する効用関数が存在するための必要条件である。
選択肢の集合{\displaystyle S}が有限の場合、選好関係{\displaystyle \succsim }が合理性を満たすならば、{\displaystyle \succsim }を表現する効用関数が存在する。
したがって、選好関係が合理性を満たすことは、選好関係を表現する効用関数が存在するための必要十分条件である。
選択肢の集合が無限の場合、{\displaystyle \succsim }が合理性を満たしていても、{\displaystyle \succsim }を表現する効用関数が存在しない場合がある。例えば、選択肢の集合{\displaystyle S}がn次元の実数の集合{\displaystyle \mathbb {R} ^{n}}である場合、その選択肢の集合上の辞書式選好（英語: Lexicographic preferences）は合理性を満たすが、それを表現する効用関数は存在しない。選好関係{\displaystyle \succsim }が合理性に加えて連続性を満たしていれば、{\displaystyle \succsim }を表現する効用関数が存在する。ただし、選好関係が連続性を満たさなくても選好関係を表現する効用関数が存在する場合があるので、合理性と連続性を満たすことは効用関数が存在するための十分条件ではあっても必要条件ではない。

### 選好関係と効用関数の関係
効用表現が存在する場合の選好関係と効用関数の各性質の対応関係は次の表にまとめられる。
| 選好関係の性質 | {\displaystyle \succsim }は合理性を満たす | {\displaystyle \succsim }は連続性を満たす | {\displaystyle \succsim }は単調性を満たす | {\displaystyle \succsim }は凸性を満たす |
| 効用関数の性質 | {\displaystyle u}は実数値関数             | {\displaystyle u}は連続関数               | {\displaystyle u}は増加関数               | {\displaystyle u}は準凹関数             |

### 効用表現を用いることの利点
選択可能な選択肢の集合を{\displaystyle X\subset S}とする。経済主体の選好関係{\displaystyle \succsim }が合理性の仮定を満たすとき、選好関係の定義から、経済主体は
{\displaystyle \{x\in X|\forall x'\in X(x\succsim x')\}}
に含まれる選択肢を選択する。つまり、経済主体は選択可能な選択肢の集合の中で最も選好される選択肢を選択する（合理的行動）。選好関係{\displaystyle \succsim }を用いた上記の表現では選択可能な選択肢の集合が変化した際の経済主体の行動の変化を分析するのは技術的に難しい。他方、効用表現{\displaystyle u}を用いると{\displaystyle X\subset S}に直面した経済主体の行動は
{\displaystyle \max _{x\in X}u(x)}
と定式化することができ(効用最大化問題)、効用関数{\displaystyle u}が微分可能であれば解析的な手法によって比較的容易に分析することが可能である。